# Limba tigrinya
Tigrinya, cunoscută și sub denumirea de Tigrigna, Tigrina, Tigriňa este o limbă semitică, vorbită de către populațiile tigray-tigrinya din partea centrală statului Eritreea (populații cunoscute sub numele mai general de Tigrinya, după limba vorbită), precum și de locuitorii regiunii Tigray (aceștia sunt cunoscuți sub numele de Tigray) din Etiopia. Mai este vorbită și de către Jeberti din Eritreea. 
A nu se confunda cu limba Tigre, vorbită în regiunile joase ale Eritreei, localizate la nord și vest de zona locuită de vorbitorii Tigrinya.
1. ↑  Language